# DVD-D
DVD-D (engelsk forkortelse for disposable DVD, dansk = udsmidelig dvd) er en type af dvd'er, som er beregnet til at blive brugt i maksimalt 48 timer efter at emballagen er blevet åbnet. Efter dette tidspunkt bliver dvd'en ulæselig for dvd-afspillere fordi den indeholder et kemisk stof, som efter et fastsat tidsrum gør de underliggende data ulæselige for dvd-drev. Selve mediet er neutralt i forhold til kopibeskyttelse og behøver ikke yderligere DRM-installationer for at få adgang til indholdet. Den benyttede teknologi adskiller sig fra tidligere udsmidelige dvd'er. DVD-D'er er i midten udstyret med en beholder, som indeholder det kemiske stof. Første gang disken afspilles, flytter det kemiske stof sig og kommer i berøring med diskens reflektive lag. Efter cirka 48 timer bliver det reflektive lag ulæseligt.